# Deportationslager Köln-Müngersdorf

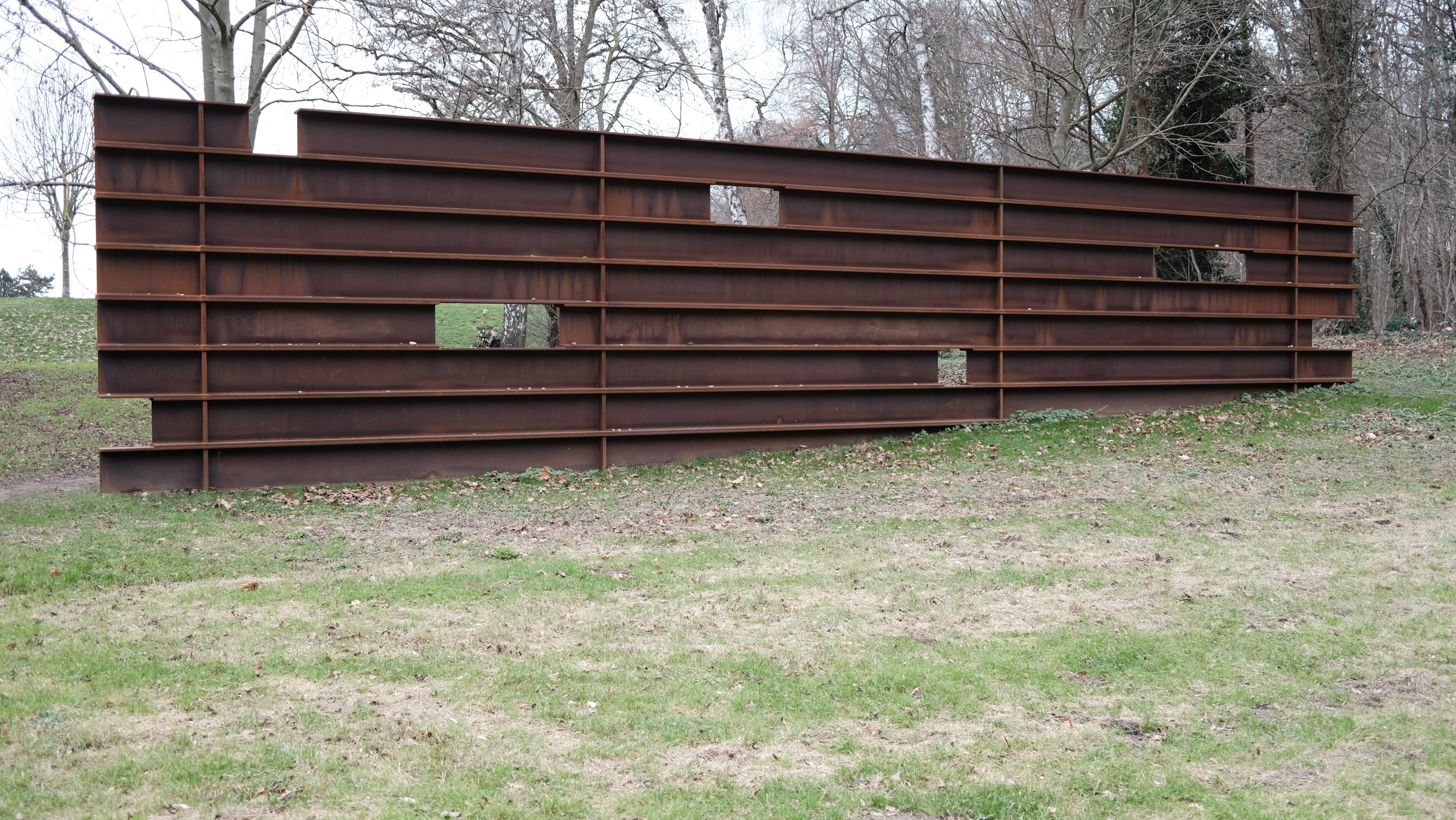
Skulptur „Wall“ von Simon Ungers, 2020 am Gedenkort Deportationslager Köln-Müngersdorf errichtet (4 m Höhe, 19 m Breite, Standort ehemaliges Fort V am äußeren Grüngürtel), Foto von 2023

Das Deportationslager Köln-Müngersdorf war ein von Oktober 1941 bis März 1945 im Bereich des heutigen Walter-Binder-Weges westlich von Alt-Müngersdorf gelegenes Sammellager, in dem Juden aus Köln und Umgebung ghettoisiert und von dort in die Ghettos und Vernichtungslager im besetzten Osteuropa deportiert wurde. Es umfasste zwei Lagerbereiche, erstens das ehemalige Fort V (äußerer Festungsring) und zweitens ein etwa 250 m entfernt gelegenes Barackenlager. 1943 und 1944 diente das Lager auch der Unterbringung von ausländischen Zwangsarbeitern und ab Oktober 1944 als sogenanntes Arbeitserziehungslager. Es wurde Anfang März wenige Tage vor dem Eintreffen der amerikanischen Truppen aufgelöst. Insgesamt wurden nach Schätzungen etwa 3.500 Menschen aus dem Lager deportiert.
Am historischen Ort wurde 2020 der Gedenkort Deportationslager Köln-Müngersdorf errichtet. Im Mittelpunkt des Gedenkorts steht die Skulptur „Wall“ nach Plänen von Simon Ungers (1957–2006). Außerdem geben drei Informationstafeln Auskunft über die Geschichte des Lagers, die durch den 280 m langen Weg des Gedenkens miteinander verbunden sind.

## Vorgeschichte: Ghettoisierung der jüdischen Bevölkerung Kölns bis Ende 1941
Zwischen 1933 und 1941 verminderte sich die Anzahl von Juden in Köln von 15.000 auf knapp 6.000. 1941 markiert die letzte Phase der „organisatorische[n] Vorbereitung ihrer Abschiebung und Vernichtung“. Bereits 1939 hatte die „Arisierung des Wohnraums“ begonnen. Das am 30. April 1939 erlassene Gesetz über Mietverhältnisse mit Juden zwang jüdische Wohnungseigentümer, auf Anweisung andere Juden aufzunehmen. Jüdische Mieter wiederum konnten zwangsweise aus ihren Mietverhältnissen gekündigt werden. Ab Mai 1941 wurden auf Grundlage dieses Gesetzes zahlreiche Juden in Ghettohäuser verbracht. Außerdem mussten Juden ab Juni 1941 aus allen rechtsrheinischen Vororten sowie aus Bayenthal, Marienburg, Zollstock, Raderberg, Klettenberg, Sülz, Lindenthal, Braunsfeld, Melaten und Müngersdorf in die Alt- und Neustadt oder nach Nippes oder Ehrenfeld umziehen. Zudem waren sämtliche „arische“ und eine Reihe von jüdischen Häusern in der Innenstadt „kurzfristig von ihren jüdischen Bewohnern freizustellen“. Zur gleichen Zeit wurden zahlreiche weitere Maßnahmen zur Diskriminierung der Juden erlassen, etwa das Tragen des gelben Sterns oder das Verbot, öffentliche Verkehrsmittel oder Fahrräder zu benutzen.
Unter dem Eindruck des sich in Köln intensivierenden Bombenkriegs und des damit einhergehenden Wohnungsmangels fassten Gestapo und die Stadtverwaltung im Herbst 1941 den Beschluss, ein sogenanntes „Gemeinschaftslager der Juden“ für die jüdischen Bewohner Kölns einzurichten. Im Fort V sollten kurzfristig etwa 200 Personen und im neu errichtenden Barackenlager über 1.200 Personen untergebracht werden.

## Lagerbereiche

### Fort V
Das Fort V wurde als Teil des äußeren Festungsrings von 1874 bis 1876 errichtet. Bis 1918 wurde das Bauwerk als Militärgefängnis genutzt. 1921/1922 wurde große Teile des Forts bis auf einige Gebäude der Kehlkaserne abgerissen. Das eingeebnete Gelände wurde in den 1920er Jahren nach Plänen des Gartendirektors Fritz Encke und des Baurates Theodor Nußbaum zu einer Grün- und Sportanlage umgestaltet.
Kurz nach dem Beschluss der Einrichtung des Sammellagers mussten im Oktober 1941 die ersten Insassen in das Fort einziehen, um das Barackenlager 250 Meter nordwestlich der Kaserne unmittelbar an der Bahnstrecke Köln–Aachen zu errichten. Anschließend wurden hunderte jüdische Frauen, Männer und Kinder im Laufe der folgenden Monate in den Gebäuden und Kasematten interniert. Der Rabbiner Zvi Asaria berichtete 1959 über die Situation im Fort:

„Der Winter 1941/42 war sehr streng, und die Verhältnisse in Köln-Müngersdorf waren katastrophal. Von den Wänden tropfte, besser lief das Wasser herunter […] Hier, in den unterirdischen Gewölben, wo […] zum Leben das Notwendigste fehlte, sollten die Menschen hausen. Nur Bett und Stuhl durfte jeder mitnehmen. Je nach Größe des Raums lebten zehn bis zwanzig und mehr Menschen in einem Gewölbe.“

Es sind zwei Fotografien überliefert, die Lagerinsassen zeigen und aufgrund der Gebäude und Perspektive dem Fort V zugeordnet werden können. Zu sehen jeweils mehrere Frauen beim Wäschewaschen. Im Bereich des Fort wurden auch „Verkaufsräume für Lebensmittel“ eingerichtet. Allerdings war die Verpflegung im Lager „völlig unzureichend“.

Drei Informationstafeln am Gedenkort Deportationslager Köln-Müngersdorf
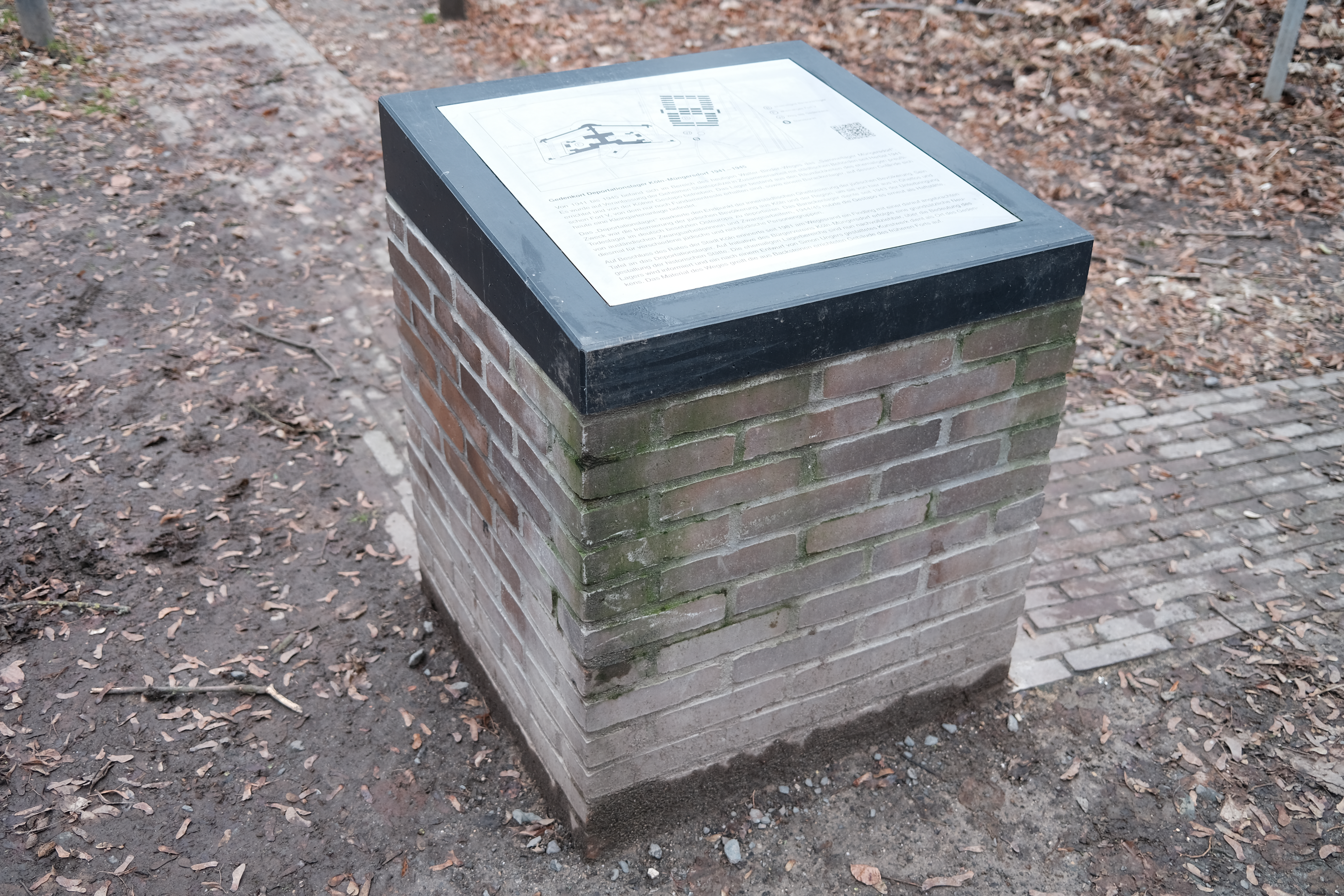
Sockel der Informationstafel Kreuzung, Foto von 2023
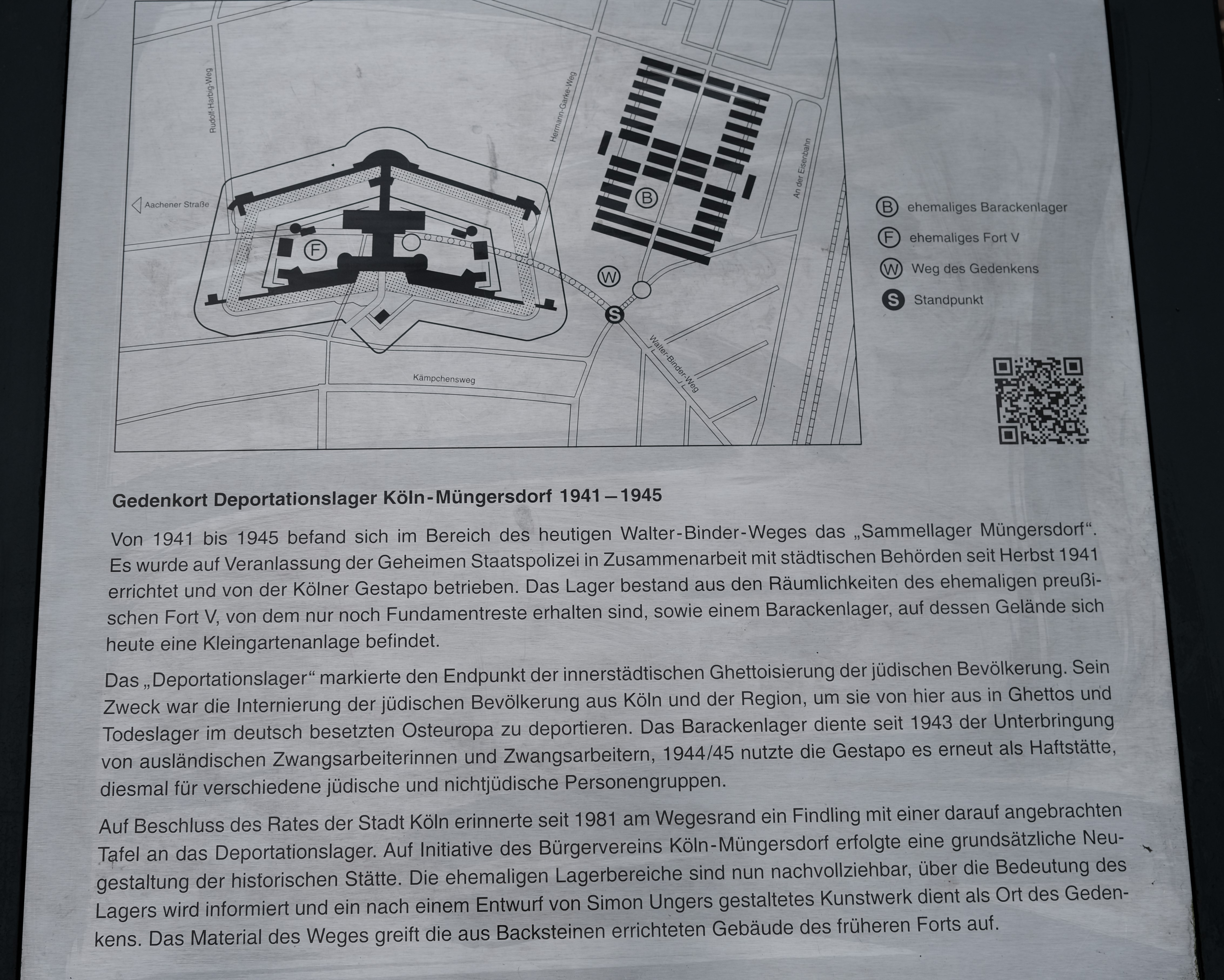
Informationstafel Kreuzung, Foto von 2023
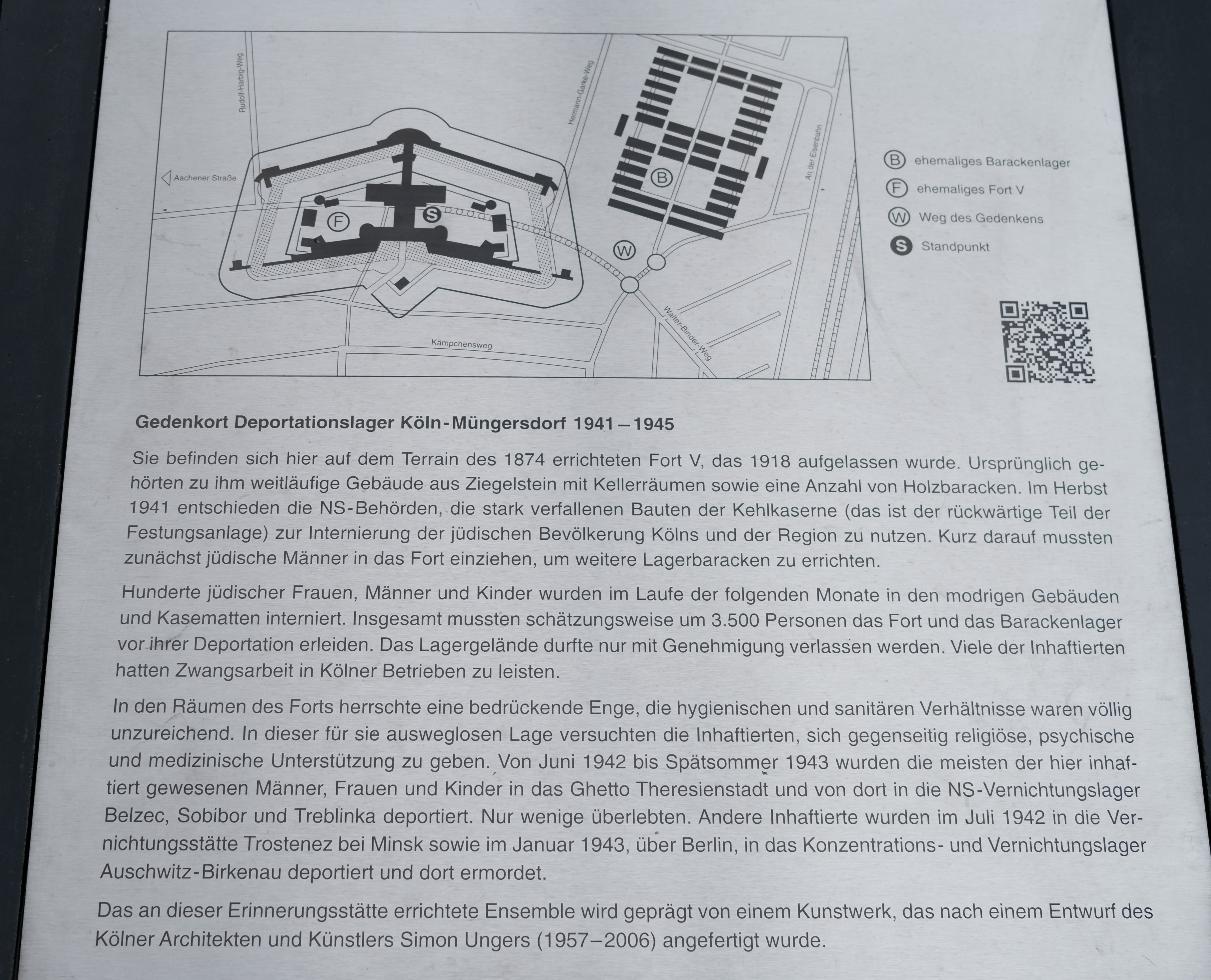
Informationstafel Fort V, Foto von 2023
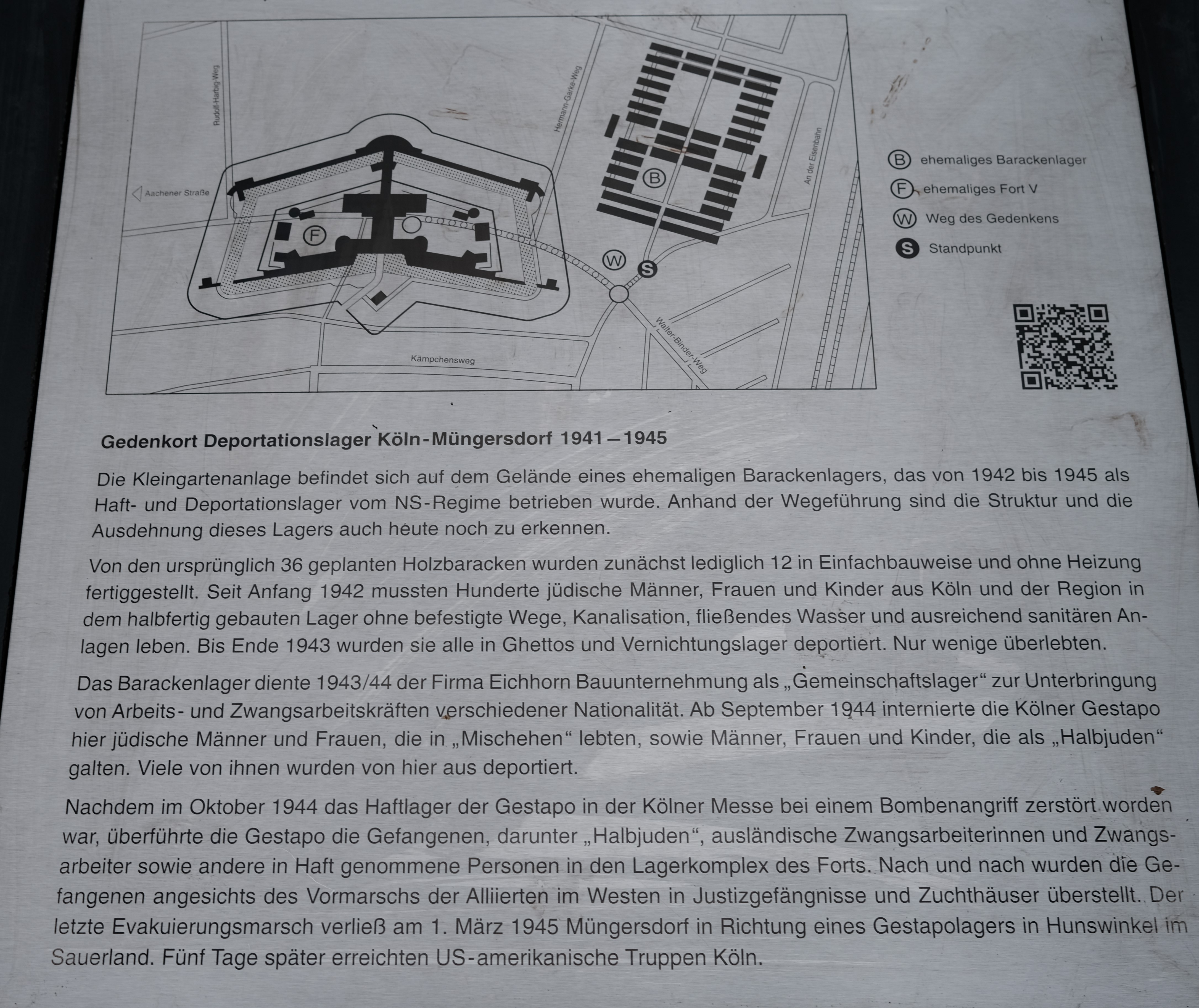
Informationstafel Barackenlager, Foto von 2023

### Barackenlager
Kurz vor Weihnachten 1941 bezogen die ersten Bewohner die bis dahin errichteten 12 Baracken, wo sie unter widrigen hygienischen und sanitären Bedingungen und ohne fließendes Wasser in den unbeheizten Baracken hausen mussten. Die Bewohner mussten selbst für eine notdürftige Möblierung Sorge tragen und konnten nur wenige Habseligkeiten mit in das Lager nehmen. Die Kosten für das zu errichtende Barackenlager in Höhe von 800.000 RM mussten von der jüdischen Gemeinde getragen werden. Von den ursprünglich geplanten 36 Baracken wurden jedoch nur 22 gebaut.
Nach dem Tausend-Bomber-Angriff auf Köln in der Nacht zum 31. Mai 1942, bei dem 45.000 Einwohner obdachlos und unter anderem auch viele Kölner Krankenhäuser zerstört wurden, ließ die nationalsozialistische Verwaltung das kaum beschädigte israelitische Asyl und das jüdische Krankenhaus in der Ottostraße einen Tag später innerhalb von zwei Stunden räumen. Die Patienten und Bewohner des Altenheims wurden mit Lastkraftwagen ins Barackenlager Müngersdorf verbracht, wo viele der Kranken infolge fehlender medizinischer Versorgung starben. Ab Mai 1942 war das Barackenlager nach der Räumung des jüdischen Krankenhauses in der Ottostraße überfüllt, so dass etliche Insassen im Freien übernachten mussten.
Die Aufenthaltsdauer der Lagerinsassen konnte von wenigen Tagen bis zu mehreren Monaten dauern. Sie durften das Lager zeitlich begrenzt verlassen. Der Lagerinsasse Max Schönenberg schilderte, dass der Weg, der von der Aachener Straße zum Lager führte, leicht zu finden sei, weil einem dort „voraussichtlich eine Menge Leute mit dem gelben Stern auf der Brust begegnen“ würden. Auf Nachfrage wurden auch Besucher in das Lager gelassen. In der Anfangszeit war das Lager offen und konnte verlassen werden, ab 1944 aber wurde das Lagertor von bewaffneten Posten bewacht und die Ein- und Ausgehenden kontrolliert. Gegen Kriegsende wurde der Wachdienst von Angehörigen des Volkssturms und auch von Frauen durchgeführt.

## Verschiedene Funktionen des Lagers 1941 bis 1945

### Deportationslager Ende 1941 bis Anfang 1943
Die Deportationen der jüdischen Bewohnerinnen und Bewohner Kölns begannen im Oktober 1941, der erste Deportationszug von Insassen des Deportationslagers verließ im Mai 1942 den Bahnhof Köln-Ehrenfeld. Anfang 1943 wurden die meisten der hier inhaftiert gewesenen Männer, Frauen und Kinder in das Ghetto Theresienstadt und von dort in die NS-Vernichtungslager Bełżec, Sobibor und Treblinka deportiert. Nur wenige von ihnen überlebten. Andere Inhaftierte wurden im Juli 1942 in das Vernichtungslager Maly Trostinez bei Minsk sowie im Januar 1943 über Berlin in das Konzentrations- und Vernichtungslager Auschwitz-Birkenau deportiert und dort ermordet. Kurz vor den Deportationen verübten zahlreiche Menschen aus Furcht vor der Deportation Suizid.

### Zwangsarbeiterlager 1943 und 1944
Nach der Deportation der jüdischen Lagerinsassen diente das Barackenlager 1943/44 der Firma Eichhorn Bauunternehmung als „Gemeinschaftslager“ zur Unterbringung von Arbeits- und Zwangsarbeitskräften verschiedener Nationalität. Bei einem Luftangriff am 14. Februar 1943 brannten die Baracken am Fort V teilweise aus, 25 französische Zwangsarbeiter kamen ums Leben.

### Deportationslager September 1944
Ab dem 12. September 1944 internierte die Kölner Gestapo im Barackenlager etwa 1.000 jüdische Männer und Frauen, die in sogenannten „Mischehen“ lebten, sowie Männer, Frauen und Kinder, die als „Halbjuden“ galten, darunter viele Kinder aus den „Mischehen“. Das Barackenlager wurde zu dieser Zeit auch als Mischlingslager benannt. Die Stapo übertrug die Lagerleitung dem jüdischen Kaufmann Heinrich Kounen. Die Gestapo organisierte die Deportation der Lagerinsassen, die bereits am 23. September 1944 mit einem ersten Transport nach Theresienstadt begann. In den kommenden Wochen kam es laut Zvi Asaria zu zahlreichen Suiziden im Lager. Die „arischen“ Ehepartner sowie sogenannte „Halbjuden“ wurden in den folgenden Monaten zu OT-Zwangsarbeitseinsätzen nach Kassel abtransportiert.

### ArbeitserziehungslagerOktober 1944 bis März 1945
Das 1939 eingerichtete Messelager Köln hatte verschiedene Lagerbereiche. Neben einem Außenlager des KZ Buchenwald, einem Kriegsgefangenenlager und einem Lager für zivile Zwangsarbeiter wurde 1942 im Bereich des Tanzbrunnens ein sogenanntes Arbeitserziehungslager der Gestapo eingerichtet, in dem sowohl politische Gegner vor allem der Verhaftungswelle Aktion Gitter sowie auch zahlreiche ausländische Gefangene interniert waren. Nach der Zerstörung dieses Lagerbereichs am 14. Oktober 1944 wurden die überlebenden Häftlinge in die Gebäude des Fort V nach Müngersdorf verbracht. Die Lagerführung übernahm Heinrich Brodesser, Kriminalobersekretär der Stapo Köln, der als „besonders brutaler Scherge“ berüchtigt war.

„Selbst Ruhr- und Typhuskranken, [sic!] ließ Brodesser barfuß in winterlicher Kälte antreten und im Kreis herumlaufen, während er selbst in der Mitte stand und die Laufenden mit seinem meterlangen Knüppel prügelte und sie beschimpfte. Die Häftlinge hielten ihn teilweise nicht mehr für zurechnungsfähig. Er tobte und brüllte bei jeder sich bietenden Gelegenheit und inszenierte seine Gewalttätigkeiten und Wutausbrüche in sadistischen Schauspielen vor den anderen Häftlingen. Anschließend verendeten die misshandelten und verletzten Menschen wie Tiere ohne jede medizinische Hilfe. Unter Brodessers Vorbild und seinen Drohungen brutalisierte sich aus das Verhalten der Wachleute. Es kam zu mehreren willkürlichen Erschießungen.“

Ende 1944 und Anfang 1945 wurde das Lager sukzessive evakuiert. Am 1. März 1945 wurden das Arbeitserziehungslager im Fort V und Barackenlager mit den verbliebenen „halbjüdischen“ Internierten geräumt. Unter Leitung von Brodesser mussten die Internierten einen mehrtägigen Fußmarsch bis ins Arbeitserziehungslager Hunswinkel antreten, bei dem es aufgrund von Erschöpfung und der anhaltenden Brutalität Brodessers viele Todesopfer gab. Während Müngersdorf am 6. März von amerikanischen Truppen besetzt wurde, dauerte der Krieg im Sauerland noch bis in den April an, wo noch zahlreiche Häftlinge an Krankheit und Hunger verstarben.

## Zahl der Deportierten und Todesopfer
Auf der Gedenktafel am Fort V wird die Gesamtzahl der von Müngersdorf aus Deportierten mit 3.500 angegeben. Die Angaben schwanken allerdings zwischen 2.500 und bis zu 5.000. Über die Zahlen der im Umfeld des Lagers verstorbenen und ermordeten Menschen sowie Suizide oder über eine mögliche Grabstelle besteht Unklarheit.

## Das Lagergelände nach 1945
Das Barackenlager wurde bereits kurz nach Kriegsende eingeebnet und auf dem Gelände die Kleingartenanlage Waldfriede errichtet. Anhand der Wegeführung sind die Struktur und die Ausdehnung des Lagers auch heute noch zu erkennen. Die verbliebenen Gebäude des Fort V wurden 1962 abgerissen und das Gelände in die Gestaltung des Äußeren Grüngürtels einbezogen.
1981 brachte der Rat der Stadt Köln auf einem Findling in der Nähe des ehemaligen Fort V eine Gedenktafel mit folgender Aufschrift an: „Im ehemaligen Ford V und dem angrenzenden Bereich befand sich während des 2. Weltkriegs das sogenannte Judenlager Müngersdorf. Hier wurden die aus ihren Häusern und Wohnungen vertriebenen Juden interniert und in die NS-Vernichtungslager abtransportiert.“

## Einrichtung desGedenkorts Deportationslager Köln-Müngersdorf2020
Auf Initiative des Bürgervereins Köln-Müngersdorf wurde 2020 der Gedenkort Deportationslager Köln-Müngersdorf eingerichtet. Am 19. November 2018 hatte der Rat der Stadt Köln beschlossen, ein Mahnmal des Künstlers Simon Ungers zu realisieren. Die 19 m lange und 4 m hohe Skulptur wurde im Januar 2020 aufgestellt. Die drei Gedenksteine sind durch einen 280 m langen Weg des Gedenkens aus roten Ziegeln (dem Material, aus dem das Fort V gebaut wurde) miteinander verbunden.

Denkmäler am Gedenkort Deportationslager Köln-Müngersdorf
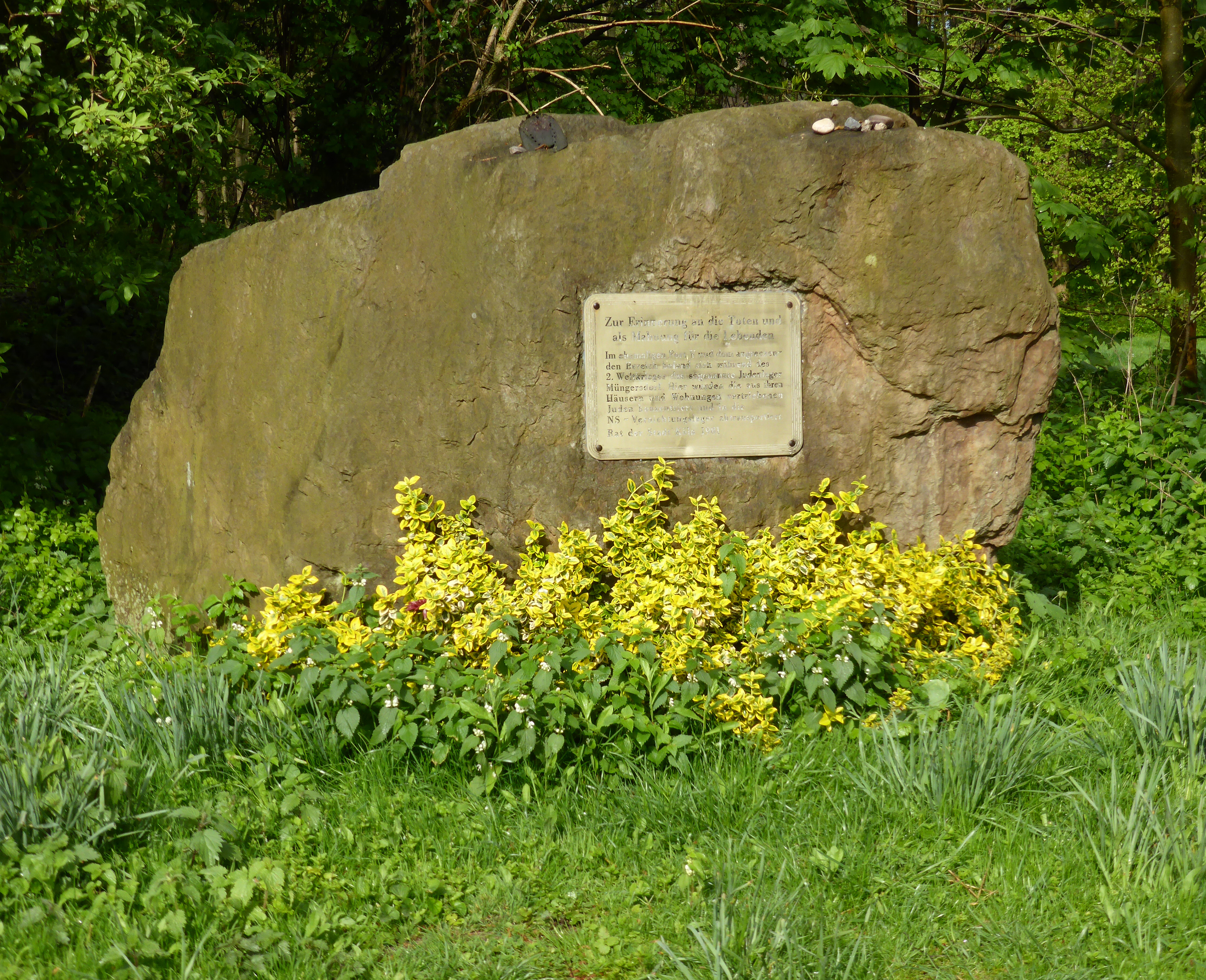
Gedenkstein von 1981 (inzwischen ist die Tafel entfernt), Foto von 2017
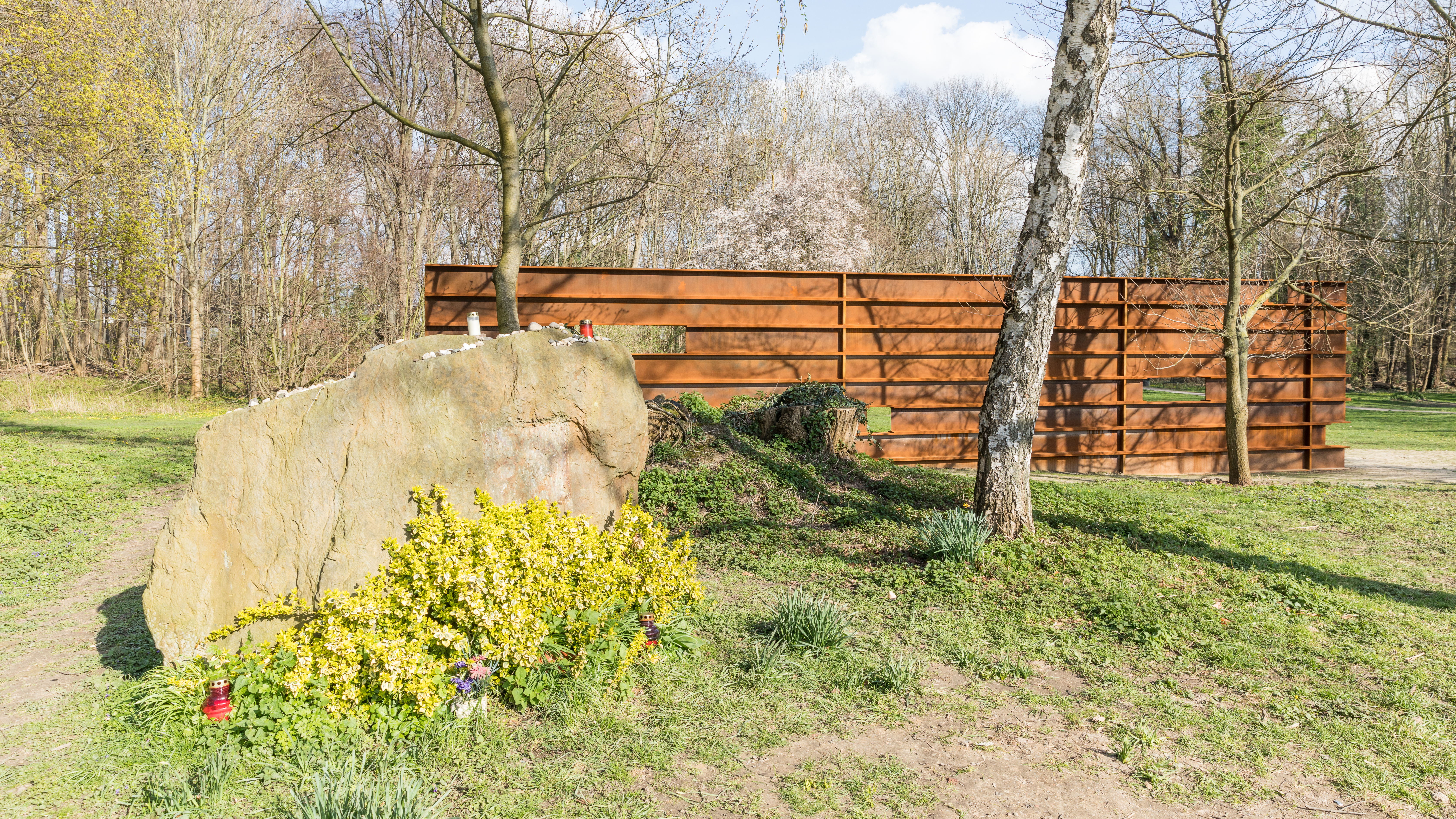
Skulptur „Wall“ von Simon Ungers von 2020, links im Vordergrund der bisherige Gedenkstein, Foto von 2020
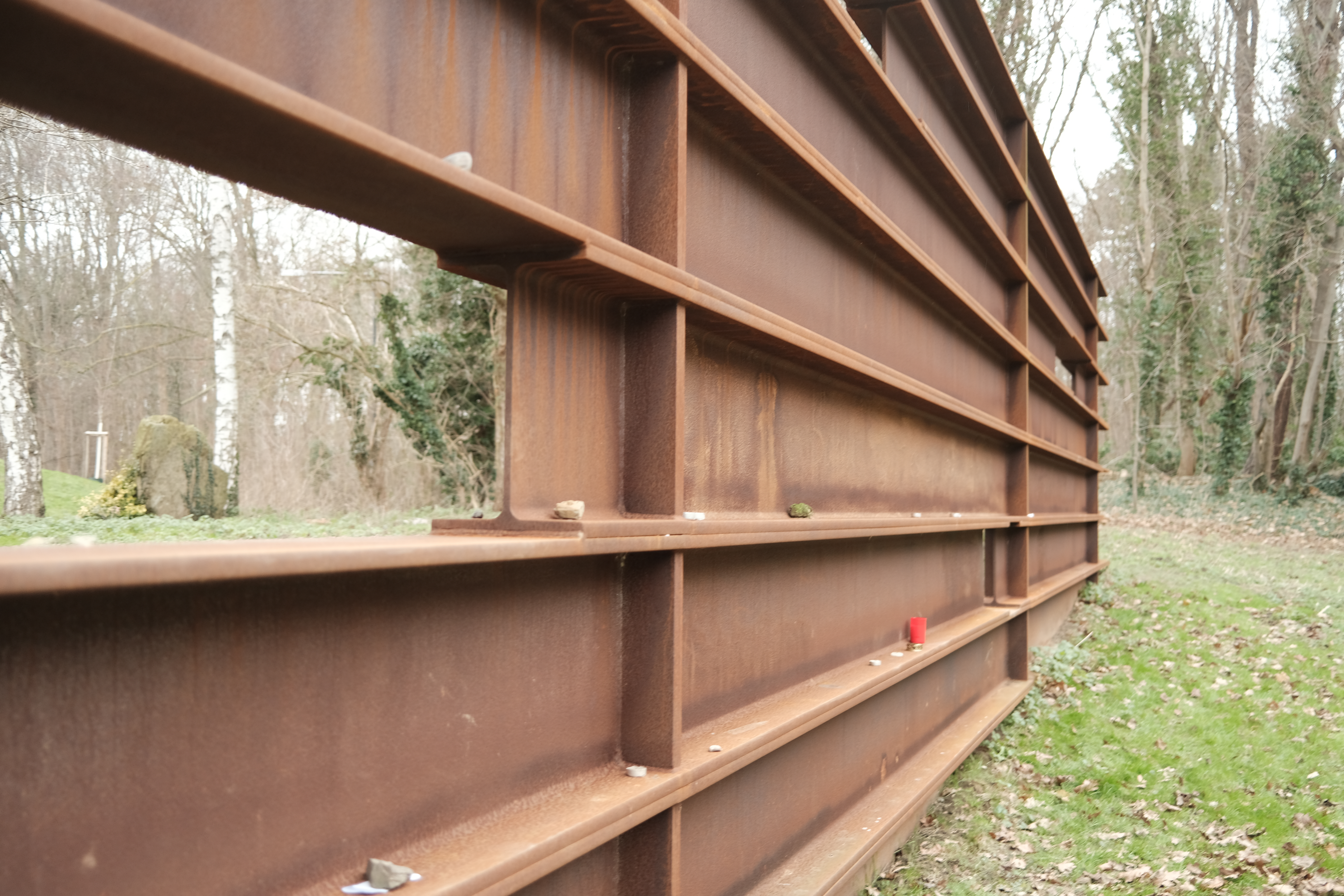
Steine und Kerze auf der Skulptur von Ungers, Foto von 2023

## Personen im Zusammenhang des Deportationslagers
Lagerinsassen, im Holocaust ermordet
- Helene Bier (1859–1942), Stolperstein Hülchrather Str. 6
- Hermann Jakob Bier (1885–1943), Sohn von Helene Bier, Stolperstein Hülchrather Str. 6
- Ernst Bloch (1886–1942), Stolperstein Stolzestr. 12
- Friederike Bloch (1886–1942), Stolperstein Stolzestr. 12
- Georg Cohen (1863–1944), Kaufmann, in Müngersdorf ums Leben gekommen[32]
- Johanna Cohen (1869–1942), Stolperstein Theodor-Heuss-Ring 54
- Grete Cohn (1888–1944), Stolperstein Mainzer Str. 31
- Grete Cohn (1888–1944), Stolperstein Mainzer Str. 31
- Max Cohn (1876–1942), Stolperstein Mainzer Str. 31
- Dr. Wilhelm Dreyer (1891–1944), Rechtsanwalt, Stolperstein Vogelsanger Str. 1
- Friedericke Eichengrün (1869–1942), Stolperstein Lübecker Str. 22
- Samuel Erich Esser (1895–1944), Stolperstein Lütticher Str. 12
- Rosa Faber (1879–?[Deportation 1943]), Stolperstein Stolzestr. 14
- Samson Faber (1880–?[Deportation 1943]), Stolperstein Stolzestr. 14
- Helene Feidelberg (1863–1944), Stolperstein Humboldtstr. 42
- Hermann Feidelberg (1863–1943), Sohn von Helene Feidelberg, Stolperstein Humboldtstr. 42
- Karola Goetze (1920–?), Stolperstein Stolzestr. 14
- Amalie Horwitz (1863–1943), Stolperstein Brüsseler Str. 89
- Erna Horwitz (1897–1942), Stolperstein Brüsseler Str. 89
- Susanne Frankenstein (1884–1943), Stolperstein Kaiser-Wilhelm-Ring 24
- Max Joski (*1877–1944), Kaufmann, Soldat, Luftschifffahrer, Fotograf, ab September 1944 in Müngersdorf, im Dezember in Theresienstadt ums Leben gekommen[33]
- Lilly Klein (1926–?), Stolperstein Saarstr. 10
- Sieghart Lazarus (1873–?[Deportation 1943]), Stolperstein Graf-Geßler-Str. 12
- Herbert Levy (1924–1942), Stolperstein Saarstr. 1
- Werner Levy (1929–1942), Stolperstein Saarstr. 1
- Wilhelmine Levy (1896–1942), Stolperstein Saarstr. 1
- Jacob Maas (1869–1943), Stolperstein Bonner Str. 26
- James J. Marcus Marienthal (1874–1944), Stolperstein Samariterstr. 6
- Alice Marx (1896–1944), Stolperstein Goltsteinstr. 20
- Albert Jakob Mendel (1907–1943), Stolperstein Aachener Str. 67
- Fanny Mendel Mendel (1911–1943), Stolperstein Aachener Str. 67
- Karl Josef Netter (1892–1944?), Stolperstein Cardinalstr. 9
- Pauline Neustädter (1864–1942), Suizid in Müngersdorf[34]
- Karola Neustädter (1872–1942), Suizid in Müngersdorf[34]
- Emilie Regine Oppenheimer (1869–1942), Stolperstein Eigelstein 110
- Benjamin Polak (1872–1942), Stolperstein Spichernstr. 8
- Emmy Polak (1885–1942), Stolperstein Spichernstr. 8
- Helmuth Polak (1923–1942), Sohn von Emmy und Benjamin Polak Stolperstein Spichernstr. 8
- Friedrich Pincus (1871–1943), Augenarzt in Köln
- Erna Schönenberg (1885–1944), Stolperstein Venloer Str. 23
- Dr. Max Schönenberg (1885–1943), Arzt, Stolperstein Venloer Str. 23
- Hermann Wallach (1873–1943), Stolperstein Burgunder Str. 44
- Moritz Weissenstein (1876–1944), Stolperstein Moltkestr. 80

Lagerinsassen, Überlebende des Holocaust
- Eva Böninger (1871–?), Stolperstein Bonner Str. 25
- Josef Böninger (1879–?), Stolperstein Bonner Str. 25
- Erna de Vries (1923–2021), arbeitete als Zeitzeugin
- Wilma Deckert (1924–2005?), Frau aus Müngersdorf, 1944 als „Halbjüdin“ nach Theresienstadt deportiert, überlebt, etwa 2005 in der Schweiz verstorben[35]
- Renée Leona Düring (1921–2018), Frau aus Müngersdorf, 1943 nach Auschwitz deportiert, überlebt, 2018 in US-Bundesstaat Kalifornien verstorben[36]
- Herta Goldschmidt (1888–?), Stolperstein Theodor-Heuss-Ring 9
- Alice Heller (1898–1984), als Ehefrau in einer „Mischehe“ im September 1944 in Müngersdorf zwangseinquartiert, zur Zwangsarbeit nach Kassel deportiert, überlebt[37]
- Ingeborg Heller (1926–1997), als Tochter von Alice Heller im September 1944 in Müngersdorf zwangseinquartiert, zur Zwangsarbeit nach Kassel deportiert, überlebt[37]
- Rosa Mohlberg (1893–1951), 1944 zwangseinquartiert, geflohen, überlebt
- Fritz Remmel (*1936), 1944 als „Halbjude“ in Müngersdorf zwangseinquartiert, auf Betreiben der Mutter bei einer Kölner Firma Josef Oettgen untergebracht[38]
- Hans Schiefbahn (*1934), 1944 als „Halbjude“ in Müngersdorf zwangseinquartiert, dem Lager entkommen[39]
- Erna Rüppel (1895–1970), Kinderärztin
- Günther Steeg (1930–2018), Journalist
- Hartmut Unger (*1929), 1944 als „Halbjude“ in Müngersdorf zwangseinquartiert, von dort geflohen und überlebt[40]
- Elisabeth Weissenstein (1880–?), Stolperstein Moltkestr. 80

Helfer
- Dr. Hans Salomon Feldheim (1886–1944), Arzt, behandelte 1942 Lagerinsassen in Müngersdorf, 1944 Suizid, Stolperstein Neumarkt 31

Gerechte unter den Völkern
- Josephine Odenthal (1902–1984), Heinz Odenthal (1897–1989), Katharina Bayerwaltes (1914–2011) und Sibylla Cronenberg (1870–1951) halfen der Familie Jacoby zur Flucht aus dem Lager